# جورج پومرو کولی
جورج پومرو کولی (انگلیسی: George Pomeroy Colley; ۱ نوامبر ۱۸۳۵ – ۲۷ فوریهٔ ۱۸۸۱) فرد نظامی اهل پادشاهی متحد بریتانیای کبیر و ایرلند بود. وی همچنین برندهٔ جوایزی همچون نشان حمام شده‌است.